# Cornaredo
Cornaredo – miejscowość i gmina we Włoszech, w regionie Lombardia, w prowincji Mediolan.
Według danych na rok 2004 gminę zamieszkiwały 19 664 osoby, 1512,6 os./km².